# Skała przy Zamku (Łężec)
Skała przy Zamku – skała na grzbiecie wzgórza Łężec przy Zamku w Morsku na Wyżynie Częstochowskiej w województwie śląskim, powiecie zawierciańskim. Znajduje się na skraju lasu, w odległości 200 m od zamku. Zaliczana jest do grupy Skał Morskich. Obok skały prowadzi szlak turystyczny.
Zbudowana jest z twardego wapienia skalistego. Ma ściany połogie, pionowe lub przewieszone o wysokości do 10 m. Występują w nich takie formacje skalne, jak filar, zacięcie, rysy, komin, okno skalne, nyża. Na skale uprawiana jest wspinaczka skalna. Do 2019 roku na skale wspinacze przeszli 41 dróg wspinaczkowych o trudności III-VI.4 w skali trudności Kurtyki. 37 z nich ma dobrą asekurację (ringi i stanowiska zjazdowe).

## Piesze szlaki turystyczne
Szlak Orlich Gniazd: Góra Janowskiego – Podzamcze – Karlin – Żerkowice – Morsko – Góra Zborów – Zdów-Młyny – Bobolice – Mirów – Niegowa. Odcinek: Podlesice (przy drodze z Podlesic do Kotowic) – Góra Sowia – Góra Apteka – Zamek w Morsku – Żerkowice

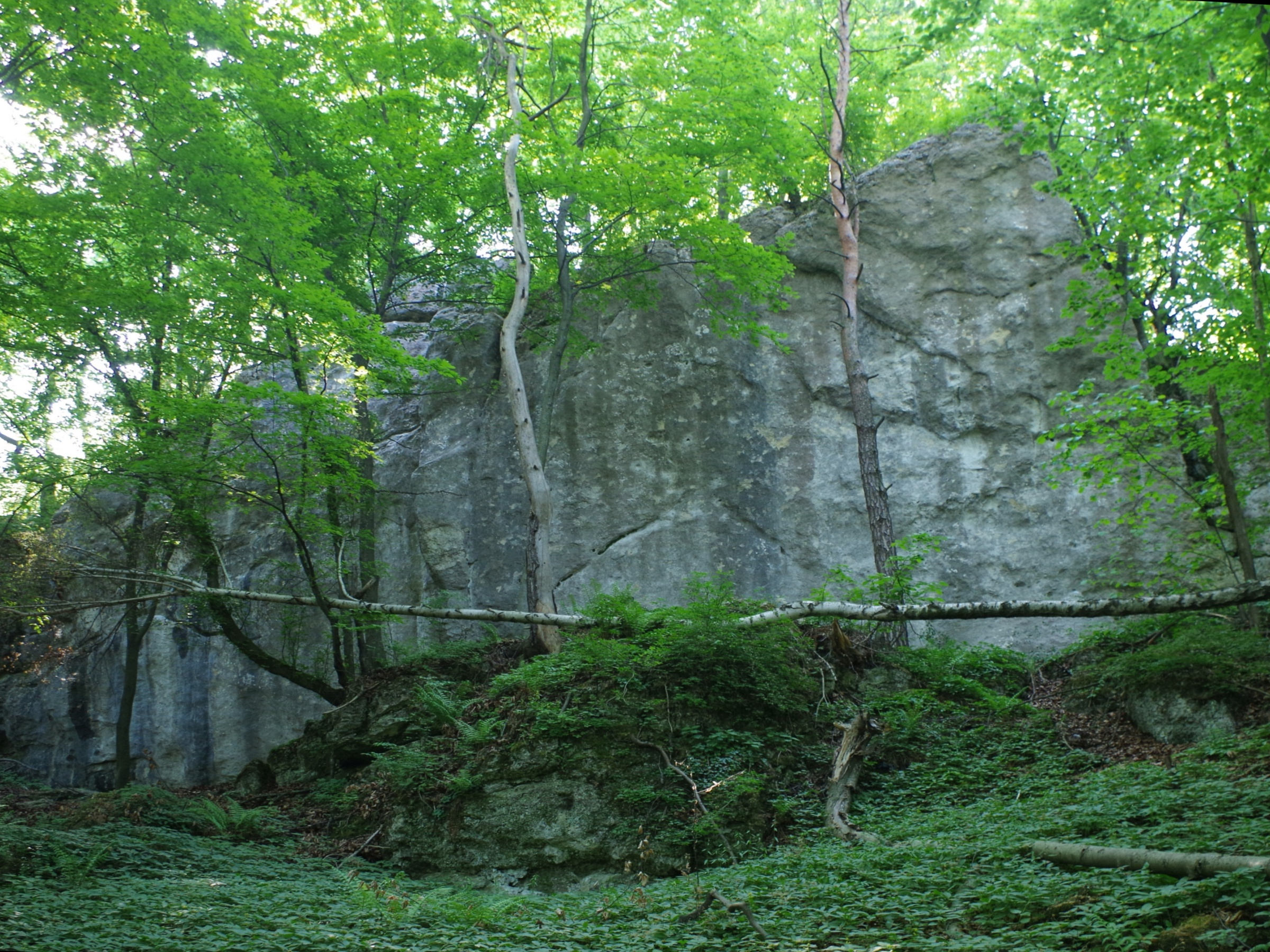
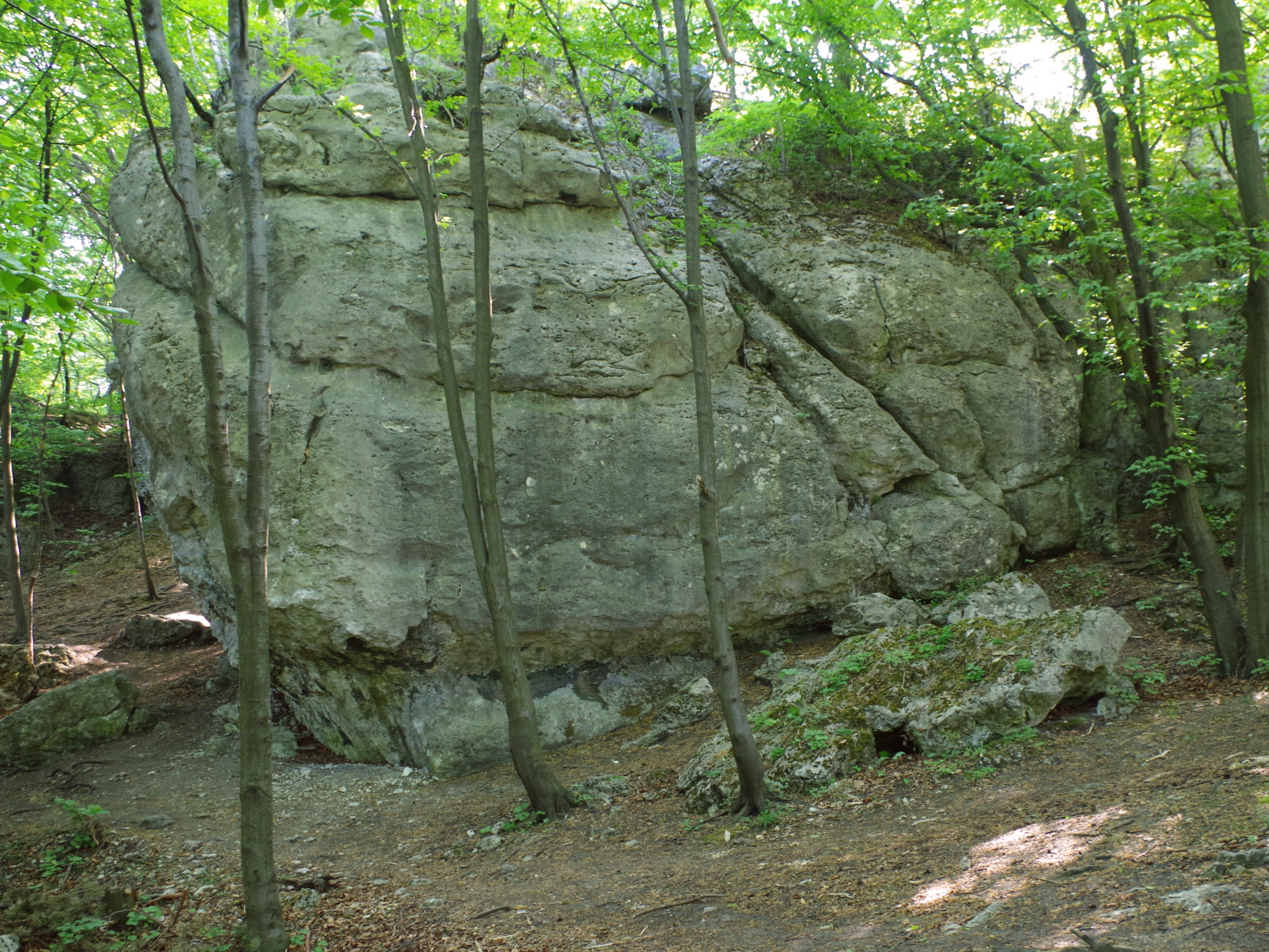
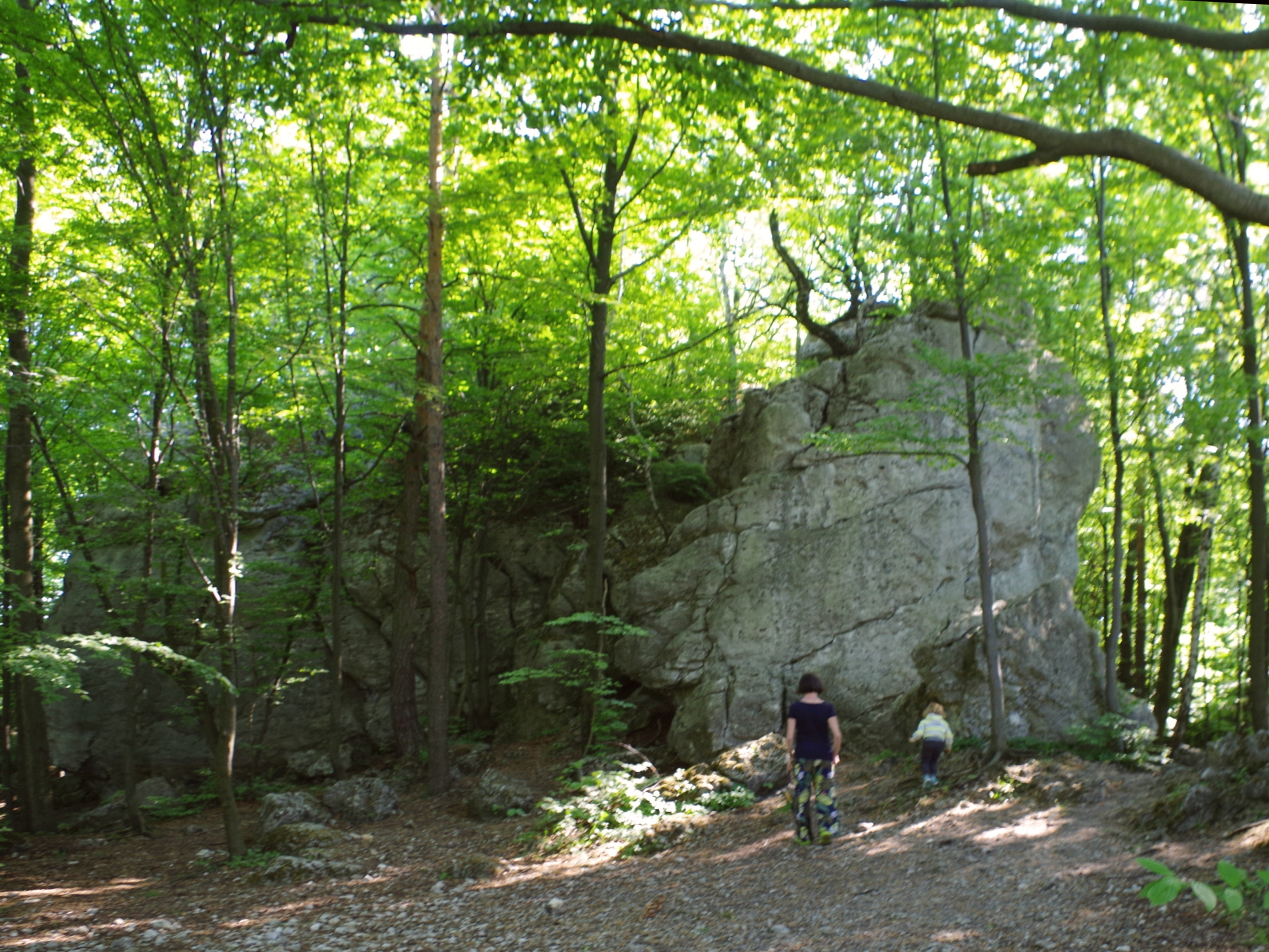
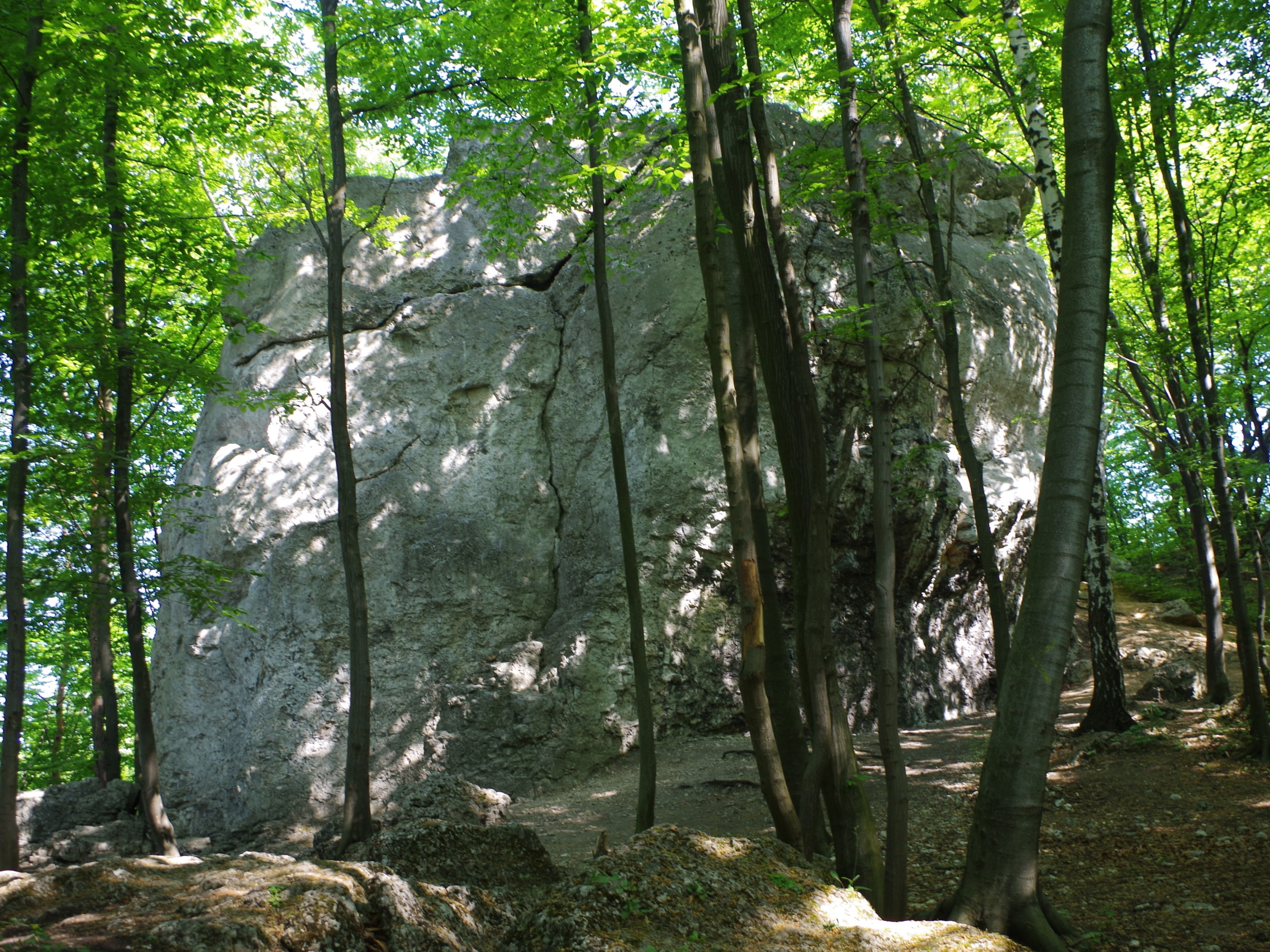